# Giorgio Santelli
Giorgio Leslie Santelli (24 de noviembre de 1897-5 de octubre de 1985) fue un deportista italiano que compitió en esgrima, especialista en la modalidad de sable. Participó en los Juegos Olímpicos de Amberes 1920, obteniendo una medalla de oro en la prueba por equipos.

## Palmarés internacional
| Juegos Olímpicos | Juegos Olímpicos  | Juegos Olímpicos | Juegos Olímpicos  |
| Año              | Lugar             | Medalla          | Prueba            |
| ---------------- | ----------------- | ---------------- | ----------------- |
| 1920             | Amberes (Bélgica) | Medalla de oro   | Sable por equipos |